# Nitasha Kaul

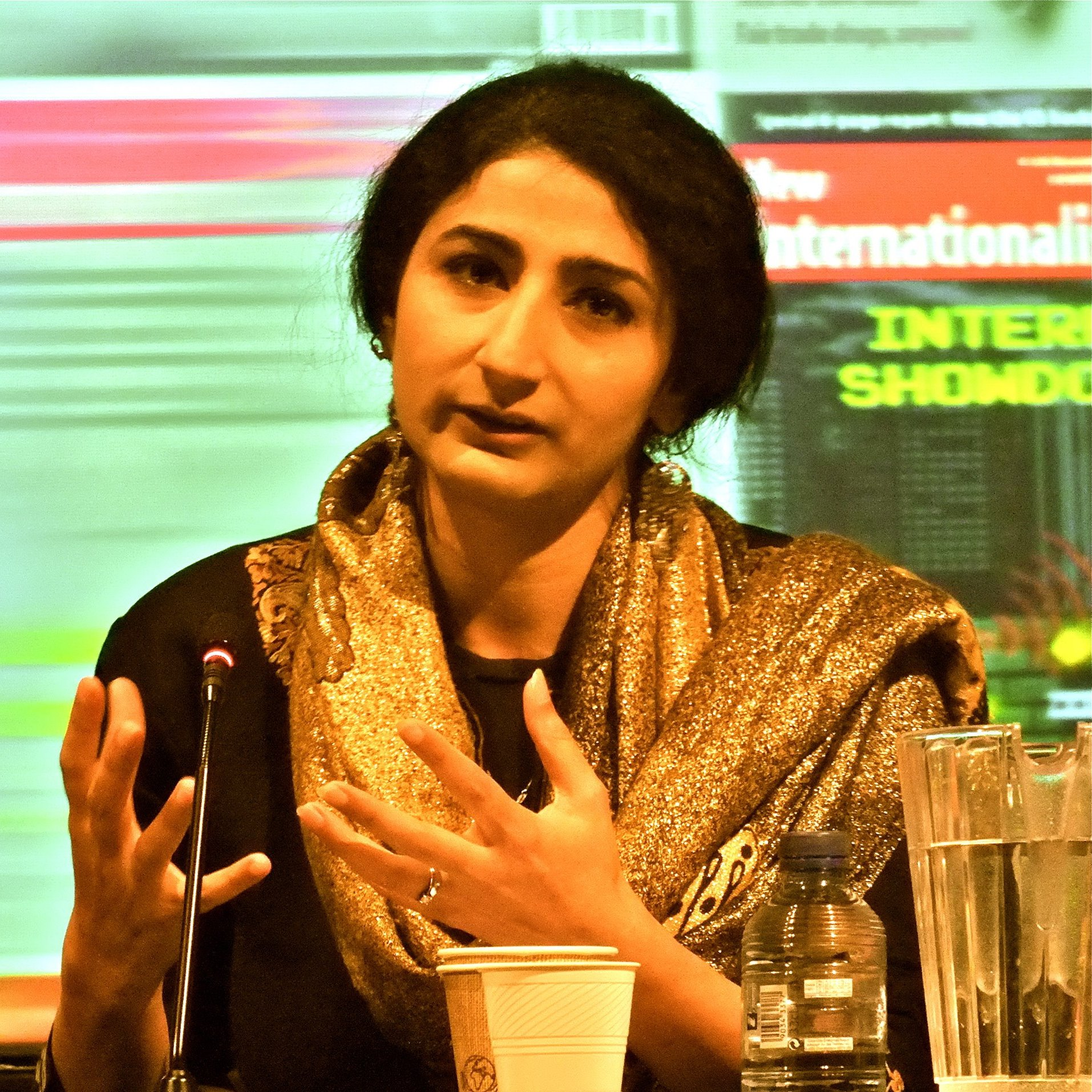
Nitasha Kaul

Nitasha Kaul (* 1976) ist eine indische Sozialwissenschaftlerin und Schriftstellerin.

## Leben
Nitasha Kaul wurde in Kaschmir geboren und lebt seit über zehn Jahren in Großbritannien. Aktuell ist sie als Visiting Research Fellow am Centre for the Study of Democracy an der University of Westminster in London tätig und forscht schwerpunktmäßig in der Demokratisierung Bhutans. Sie reist regelmäßig dorthin und schreibt hauptsächlich Bücher, Artikel und Kolumnen für The Guardian und Times of India über die Kaschmir-Region.

## Werke
- Residue
- November Light: An Anthology of Creative Writing from Bhutan
- Imagining Economics Otherwise: Encounters with Identity/Difference

## Auszeichnungen
- Asian literary prize